# Metasynaptops flavomaculatus
Metasynaptops flavomaculatus es una especie de coleóptero de la familia Attelabidae.

## Distribución geográfica
Habita en Australia.